# Лупулін
Лупулі́н — залози, що утворюються в шишках хмелю. Їх кількість зростає з дозріванням рослини. Цим словом також іменують гіркий на смак зелений або жовтий порошок, якого отримують від просіювання хмелю. Цей порошок застосовують для приготування пива.
Порошок містить ефірну олію, гірку речовину, алкалоїд хумулін; хмеледубільну та валеріанову кислоти, камедь, смолу, віск і жовтий пігмент. Використовується в пивоварінні, надає пиву приємний гіркуватий смак. Лупулин отруйний: доза в 1-2 г може викликати слабке отруєння.